# Dichostates trifasciculatus
Dichostates trifasciculatus là một loài bọ cánh cứng trong họ Cerambycidae.